# Aloe altimatsiatrae
Aloe altimatsiatrae (укр. Алое альтимаціатре, Алое верхньомаціатранське  — сукулентна рослина роду алое.

## Етимологія
Видова назва походить від провінції Верхня Маціатра (лат. altus — «верхній» і Matsiatra), дей зростає цей вид.

## Історія
Вид, до цього невідомий був знайдений на Мадагаскарі і описаний Жаном-Бернаром Кастійоном (англ. Jean Bernard Castillon) у 2008 році в журналі Американського товариства любителеів кактусів і сукулентів (англ. Cactus and Succulent Society of America) «Cactus and Succulent Journal».

## Морфологічні ознаки
Рослини висотою до 45 см, з діаметром розетки до 60 см. Цвіте пізньою оссінню або ранньою зимою помаранчевими або яскраво-жовтими квітами.

## Місця зростання
Зростає на Мадагаскарі у провінції Фіанаранцуа на висоті 1 200 м над рівнем моря.

## Утримання
Для нормального зростання цієї рослини портібна температура не менше 4,5 °C (40 °F). Добре витримує посуху. Надає перевагу сонячним місцям.